# Borowina (Krukówka)
Borowina – część wsi Krukówka w Polsce położona w województwie lubelskim, w powiecie ryckim, w gminie Stężyca.
W latach 1975–1998 Borowina należała administracyjnie do ówczesnego województwa lubelskiego.
Wierni Kościoła rzymskokatolickiego należą do parafii św. Sebastiana w Brzezinach.